# Сариэль
Сариэль (другие варианты — Сариил, Суриил, Саракаел; Цуриел, Цуриэль) — один из архангелов, который, согласно книге Еноха, является начальником «над душами сынов человеческих».
Данное имя встречается только в апокрифических книгах, в Библии отсутствует.

## В древних текстах
В первой книге Еноха Сариэль — один из четырёх архангелов, Бог посылает его к Ною, чтобы предупредить о Потопе. Между различными вариантами книги Еноха существует некоторые разночтения — Сариэль упоминается не всегда.
| Книга Еноха      | 1 Енох 9.1   | 1 Енох 9.1   | 1 Енох 9.1   | 1 Енох 9.1      | 1 Енох 10.1                                                                     | 1 Енох 20.6 |
| Книга Еноха      | Первый ангел | Второй ангел | Третий ангел | Четвёртый ангел | 1 Енох 10.1                                                                     | 1 Енох 20.6 |
| ---------------- | ------------ | ------------ | ------------ | --------------- | ------------------------------------------------------------------------------- | ----------- |
| Эфиопский текст  | Михаэль      | Габриэль     | Суриэль      | Уриэль          | Арсялалюр                                                                       | Саракаэль   |
| Греческий текст  | Михаэль      | Уриэль       | Рафаэль      | Габриэль        | Истраэль (др.-греч. Ιστραήλ, Gizeh Papyrus), Уриэль (др.-греч. Ούριήλ, Синкелл) | Сариэль     |
| Арамейский текст | Михаэль      | Сариэль      | Рафаэль      | Габриэль        | Сариэль                                                                         | —           |

Блейк отмечает, что замена Сариэля на Уриэля в Gizeh Papyrus отражает позднюю традицию, когда Уриэль начал рассматриваться как страж ада. Сариэль также упоминается в числе семи архангелов, как «один из святых ангелов, который поставлен над душами сынов человеческих, склонивших духов к греху» (1 Енох 4.27 [20]). Более Сариэль в первой книге Еноха не упоминается, и место Сариэля среди четырёх архангелов занимает Фануэль. Некоторые исследователи склонны отождествлять Фануэль и Сариэль.
Сариэль (ивр. שריאל‎) упоминается в свитке Мертвого моря 1QM («Война сынов Света против сынов Тьмы»), как имя, написанное на третьем щите башни. На других щитах были написаны имена других архангелов: на первом — Михаэля, на втором — предположительно, Гавриэля (рукопись в этом месте плохо сохранилась), на четвёртом — Рафаэля. Дополнительно указано, что Сариэль и Рафаэль справа, Михаэль и Гавриэль — слева.
В псевдоэпиграфе «Борьба Адама и Евы с Сатаной» Бог приказывает Сариэлю и Салатиэлю взять Адама и Еву и спустить их с вершины высокой горы в Пещеру Сокровищ.
В славянском переводном апокрифе «Лествица Иакова» Бог посылает архангела Сариэля, чтобы тот разъяснил Иакову его сон. Лицо Сариэля было ужасным, но Иаков уже видел лицо ангела во сне и не испугался его вида. Сариэль рассказывает Иакову, что имя Иакова теперь — Израиль (ср. Быт. 32:28), такое же, как и его собственное имя (Сариэль — анаграмма Израиля).
Ориген упоминает Сариэль (лат. Suriel), когда описывает некую диаграмму гностической секты «офиан». На этой диаграмме Сариэль был изображён в числе семи ангелов в образе быка (другие шесть — Михаэль, Рафаэль, Габриэль, Фауфаваоф, Эрафаоф, а также Оноэль или Фарфараоф). Семь отделённых друг от друга окружностей, изображающих семь ангелов, были помещены в один круг, означающий мировую душу — Левиафана.
На вавилонских глиняных чашках приблизительно VI—VII века н. э. имена ангелов Сариэль и Баракель использовались для снятия проклятий.

## Средневековье
В средневековом гримуаре «Заклятая книга Гонория» Сариэль перечислен среди ангелов 8-го месяца (лат. saryell) и ангелов десятогого месяца (лат. saryel).
В гримуаре «Малый ключ Соломона» Сариэль — один из ночных Духов, служащий Королю Астелиелу и Королю Гедиелу.